# ゲオルク・アレクサンダー・ツー・メクレンブルク (1859-1909)
ゲオルク・アレクサンダー・ツー・メクレンブルク（ドイツ語: Herzog Georg Alexander zu Mecklenburg[-Strelitz], 1859年6月6日 - 1909年12月5日）は、ドイツのメクレンブルク＝シュトレーリッツ大公家の一員で、ロシア帝国の軍人。
ロシア語名はゲオルギー・ゲオルギエヴィチ・メクレンブルク＝ストレリツキー（Георгий Георгиевич Мекленбург-Стрелицкий）。

## 生涯
メクレンブルク＝シュトレーリッツ大公ゲオルクの次男ゲオルク・アウグストとその妻でロシア大公ミハイル・パヴロヴィチの娘であるエカチェリーナ・ミハイロヴナの間の第3子、次男として生まれた。ドイツ語全名はゲオルク・アレクサンダー・ミヒャエル・フリードリヒ・ヴィルヘルム・フランツ・カール（Georg Alexander Michael Friedrich Wilhelm Franz Karl）。母方の祖母エレナ・パヴロヴナ大公妃の暮らすサンクトペテルブルクのミハイロフスキー宮殿で育ち、パーヴェル1世皇帝の曾孫として、両親や姉弟とともに広義のロシア帝室の一員と見なされていた。
ドイツの大学を卒業後にロシア陸軍に入隊し、近衛軍竜騎兵連隊の連隊長を務めて、陸軍少将まで昇進した。音楽的才能に恵まれ、チェロやピアノを弾きこなしたほか作曲も手がけ、自身の結成した弦楽カルテットを率いた。
1890年2月14日にサンクトペテルブルクにおいて、ロシア貴族の娘ナターリヤ・フョードロヴナ・ヴォンリャルスカヤ（1858年 - 1921年）と結婚した。この結婚は貴賤結婚とされ、ナターリヤおよび夫妻の間に生まれた子供は、ゲオルク・アレクサンダーの従兄の大公アドルフ・フリードリヒ5世の計らいにより、メクレンブルク家の所領のあるカーロウ（現在のメクレンブルク＝フォアポンメルン州ノルトヴェストメクレンブルク郡）に因んだ「カルロフ伯爵家」を名乗ることになった。
1895年、妻子とともにミハイロフスキー宮殿を出てフォンタンカ街46番地の屋敷に移り、1909年に50歳で世を去った。一人息子のゲオルギーは1928年、ゲオルク・アレクサンダーの弟カール・ミヒャエルの養子に入り、1934年には正嫡の絶えたメクレンブルク＝シュトレーリッツ大公家の家督を継いでメクレンブルク公を名乗った。

## 子女
妻ナターリヤとの間に1男3女の4人の子女をもうけた。いずれもカルロフ伯爵（女伯爵）の姓を名乗ったが、長男ゲオルギーのみは1928年よりメクレンブルク公を称した。
- カタリーナ・ヘレーネ“エカチェリーナ”（1891年 - 1940年） - 1913年にウラジーミル・ゴリツィン公爵と結婚
- マリア・カタリーネ・ゾフィー“マリヤ”（1893年 - 1979年） - 1916年にボリス・ゴリツィン公爵と結婚、1929年にウラジーミル・クレインミヘリ伯爵と再婚
- ナターリア・カタリーネ・ヘレーネ“ナターリヤ”（1894年 - 1913年）
- ゲオルク・アレクサンダー・ミヒャエル・フリードリヒ・ヴィルヘルム・アルベルト・テオドール・フランツ“ゲオルギー”（1899年 - 1963年） - メクレンブルク＝シュトレーリッツ大公家家長

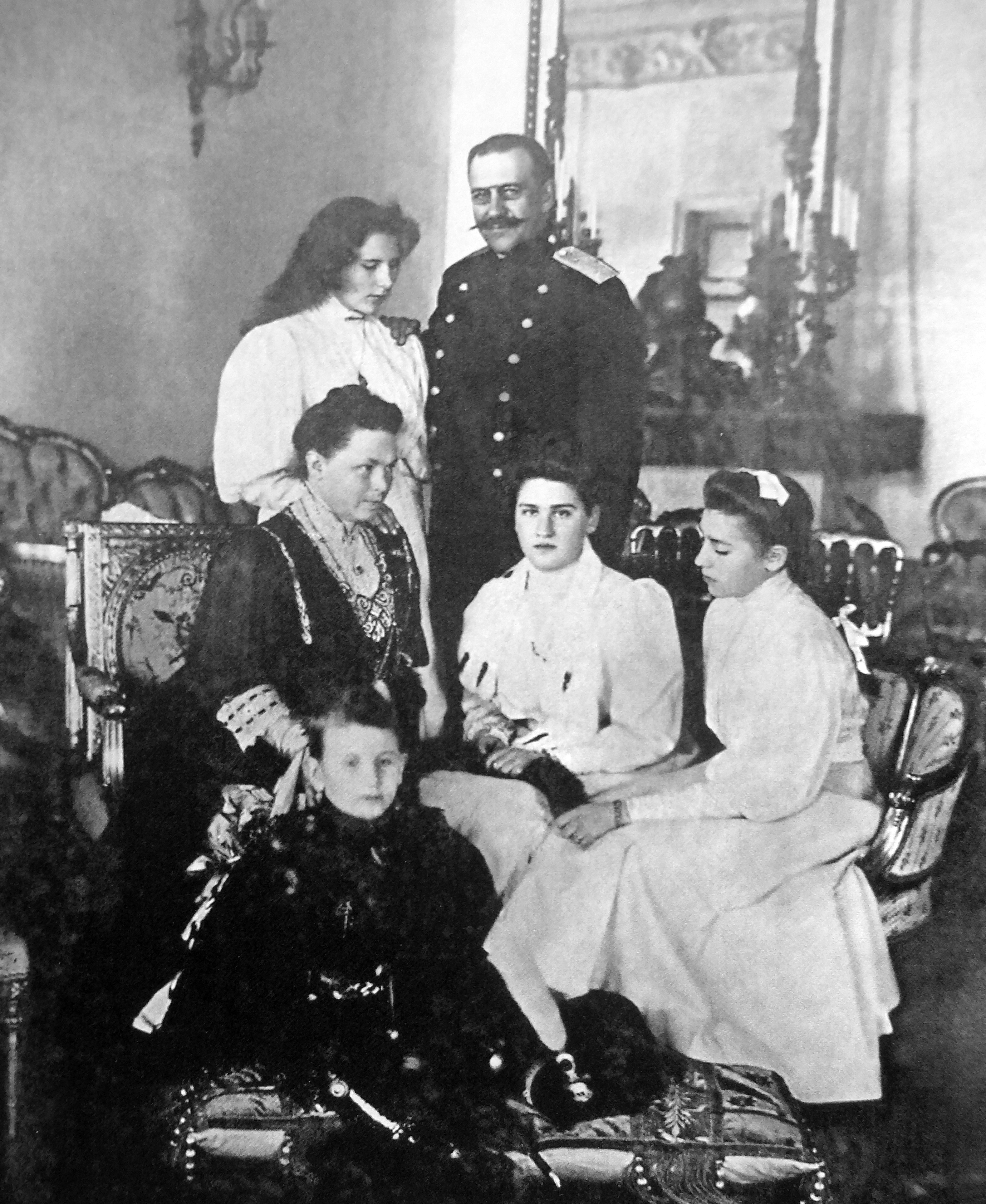
ゲオルク・アレクサンダーとその妻子（1907年頃）